# Călătorie spre centrul Pământului (joc video)
Călătorie spre centrul Pământului (în engleză Journey to the Center of the Earth) este un joc video de acțiune pentru Nintendo DS din 2008 bazat pe filmul omonim din același n (inspirat la rândul său de romanul lui Jules Verne, O călătorie spre centrul Pământului). Jocul a fost dezvoltat de compania maghiară Human Soft și publicat de THQ.